# Совтрансавто
Холдинговая компания ЗАО «Совтранса́вто» — группа компаний, в состав которой входят транспортные предприятия и логистические фирмы, находящиеся на территории России, в странах СНГ и Европы.

## История
История создания «Совтрансавто» восходит к началу 1960-х годов, когда в сентябре 1963 года было официально создано Кунцевское автохозяйство междугородних сообщений Главмежавтотранса Минавтошосдора РСФСР. Одновременно с московским отделением было открыто отделение в Ленинграде. 
1 июля 1968 года было создано Главное управление международных автомобильных сообщений «Совтрансавто», которое размещалось на Петровке, в бывшем доходном доме Хомякова. Задачей нового предприятия и его филиалов были автомобильные грузоперевозки из СССР в ближнее и дальнее зарубежье и обратно. В первую очередь это касалось грузооборота в страны социалистического содружества, (Польша, Венгрия, Румыния, Болгария, Чехословакия и ГДР), однако позднее к ним присоединились и капиталистические страны, такие как Швеция, Дания, Финляндия, ФРГ, Австрия, Франция, Бельгия и другие. 
В начале 1970-х годов предприятие стало базой для вновь созданного Главного управления международных автомобильных сообщений «Совтрансавто» Минавтотранса РСФСР, которое долгие годы оставалось монополистом в сфере международных грузоперевозок Советского Союза. В тот период была построена производственная база предприятия и сформирован его автопарк в 300 единиц. В основном это были дорожные грузовики МАЗ и Шкода (МАЗ-504В и Škoda-Liaz 706RTN). В 1973 году на предприятие поступили первые грузовые автомобили марки Volvo, которые обосновались в основном в Ленинградском отделении «Совтрансавто». Компания получила 100 новеньких грузовиков, которые отлично выдержали все испытания, были более надёжны и прекрасно подходили для международных перевозок и заграничных дорог, к тому же в отличие от отечественных грузовиков зарубежные могли обслуживаться практически в любой точке Европы. Это были модели F88, F89. Некоторые тягачи из первой серии вместо запланированных 6 лет проработали по 10—15, накатав по миллиону, а то и более километров по европейским и советским дорогам. К ним же закупались и полуприцепы также зарубежных производителей, в основном из ФРГ и Франции. Наряду с импортным подвижным составом, предприятия «Совтрансавто» с 1980-х годов ещё долгое время использовали отечественные МАЗы, но уже нового поколения — МАЗ-5432. Годовые объёмы поставок техники доходили до 800 единиц. 
В 1975 году в распоряжение «Совтрансавто» поступили первые 100 тягачей марки Mercedes-Benz (модели MB2232). В дальнейшем закупка автомобилей у концерна Daimler стала приоритетной. Знаменательное событие было отмечено «Совтрансавто» и Daimler в 1998 году — получение двухтысячного автомобиля Mercedes-Benz. Эти транспортные средства составили основу автопарка предприятия вплоть до 1980-х годов. Помимо «Совтрансавто» автоперевозки в приграничной торговле СССР обслуживали и транспортные фирмы других стран, например, Финляндии. Началось подписание межправительственных соглашений, которые и регламентировали юридическую основу международных автоперевозок. Одним из первых было подписано соглашение с Финляндией. В 1980 году география перевозок грузов «Совтрансавто» составляла 25 стран мира в Европе и Азии.
1980-е—1990-е — годы развития деятельности предприятия. За семь лет в «Совтрансавто» была создана и обустроена мощная система из 12 автопредприятий, кроме Москвы и Ленинграда они были в Бресте, Минске, Таллине, Брянске, Бийске, Ростове и других. К концу 1980-х годов «Совтрансавто» достигло максимально высоких финансово-экономических показателей, став одним из крупнейших автоперевозчиков в мире. Работать в советские время в Совтрансавто было престижно и ответственно. Существовал строгий конкурсный отбор водителей, которые кроме большого опыта и профессионального мастерства, должны были иметь кристально чистую биографию, (без судимостей, родственников за рубежом), положительные характеристики и рекомендации, членство в КПСС и быть женатыми. 
В 1994 году по инициативе правительства России была начата консолидация активов Совтрансавто в бывших союзных республиках и впоследствии предприятие было акционировано и приватизировано.

## Деятельность
В группу компаний «Совтрансавто» входят 18 транспортных компаний, имеющих собственный парк общей численностью около 900 автопоездов, а также 11 экспедиторских компаний в России, Германии, Франции, Польше, Финляндии, Венгрии, Болгарии и Нидерландах. По состоянию на 2010 год в «Совтрансавто» работают более 2 тысяч сотрудников.
Парк компании составляет грузовая техника таких марок как МАЗ, Мерседес-Бенц, MAN, Iveco, Koegel, Schmitz.
Годовой оборот группы компаний «Совтрансавто» в 2010 году составил около 100 млн долларов.

## «Совтрансавто» в кинематографе
- В фильме «Приключения Травки» (1976) водители автопоезда Volvo F88 «Совтрансавто» везли мальчика Травку обратно в Москву.

- В фильме Александра Гордона «Двойной обгон» (1984) водители «Совтрансавто» были жертвами нападения бандитов.
- В фильме Александра Гордона «Выкуп» (1986) водители «Совтрансавто» при помощи своих коллег-иностранцев сыграли роль в освобождении заложников в отеле горнолыжного курорта.
- В фильме «Дорога в ад» (1988) водитель на фуре «Совтрансавто» с седельным тягачом Volvo F88 перевозит наркотики в запасном колесе в Чехословакию, а обратно — валюту.
- В фильме «Интердевочка» (1989) сосед главной героини на фуре Volvo F10/F12 «Совтрансавто» периодически ездил в Швецию и помогал ей держать связь с семьёй, когда она вышла замуж за шведа.
- В фильме «На Дерибасовской хорошая погода, или На Брайтон-Бич опять идут дожди» (1992) мафиози Корианду управлял автопоездом «Совтрансавто» с седельным тягачом Mercedes-Benz NG.
- В фильме сценариста и режиссёра Кшиштофа Кеслёвского «Три цвета: Белый» (1994) водитель огромной фуры «Совтрансавто» привозит «с Востока» заказанный главным героем для инсценировки собственных похорон не подлежащий идентификации труп с отрезанной головой.